# Umba
Umba (ruso: У́мба) es un asentamiento de tipo urbano de Rusia, capital del raión de Ter en la óblast de Múrmansk.
En 2023, el territorio del asentamiento tenía una población de 4053 habitantes, de los cuales 4031 vivían en la propia localidad y el resto en su única pedanía actualmente habitada, el pueblo (seló) de Olénitsa.
Se ubica en la costa septentrional del golfo de Kandalakcha, junto a la desembocadura del río homónimo.

## Historia
Es uno de los asentamientos más antiguos de la península de Kola, pues se conoce su existencia en documentos desde 1466, cuando era un asentamiento pomor. Formó parte del territorio del monasterio Solovetski, que en 1765 construyó una iglesia en el pueblo. En 1898 se construyó junto a Umba una localidad portuaria con aserradero llamada "Lesnói" (Лесно́й), que desarrolló notablemente el asentamiento. En 1927 se creó el raión de Ter, cuya sede provisional se estableció en Kúzomen. En 1931 se fijó la capital distrital en Umba. En 1935 se trasladó la capital a Lesnói, que adoptó el estatus de asentamiento de tipo urbano. En 1967 se fusionaron las localidades de Umba y Lesnói, separadas por la desembocadura del río Umba, en el actual asentamiento de tipo urbano de Umba. El antiguo poblado pomor se ubica al oeste del río y es un barrio monumental; el núcleo principal de la actual Umba coincide con el área que formaba el asentamiento de Lesnói.